# Convento di San Francesco Nuovo
Il convento di San Francesco Nuovo era un edificio religioso situato a Castiglione della Pescaia.
L'edificio religioso fu fatto costruire tra la fine del periodo medievale e l'inizio dell'epoca rinascimentale, andando a sostituire nelle funzioni il convento di San Francesco Vecchio durante il Quattrocento. Il complesso religioso, molto ampio e imponente, fu costruito lungo la sponda destra del canale, nei pressi dell'attuale piazza Garibaldi e del circuito murario delle antiche Mura Pisane che cingevano la parte bassa del centro. Tuttavia, il rischio della malaria fu la causa del precoce abbandono della struttura religiosa, che nei primi decenni del Cinquecento non era più la sede dei frati dell'ordine dei Francescani.
Agli inizi del Seicento venne edificata una chiesa al posto del più antico convento oramai in rovina, che continuò a mantenere l'intitolazione a san Francesco. Il nuovo luogo di culto rimase in funzione fino alla metà del Settecento, venendo in seguito trasformato in magazzino. Nel corso dell'Ottocento la struttura fu sede di una fabbrica di cristalli, che rimase in attività per gran parte del secolo, per poi essere trasformato in un cinematografo agli inizi del Novecento. Nel corso della seconda guerra mondiale l'intera struttura fu rasa al suolo dai bombardamenti e, nel dopoguerra, fu costruito al suo posto un moderno complesso edilizio abitativo e commerciale.
Del convento di San Francesco Nuovo, pur essendo state perse completamente le tracce a seguito dei bombardamenti, è stata ricostruita gran parte della sua storia grazie ai numerosi documenti storici in cui viene citato. Il luogo di ubicazione è stato facilmente rintracciato grazie a numerose mappe d'epoca e a fotografie risalenti ai primi decenni del secolo scorso. Grazie a queste è stato possibile anche ricostruire il suo aspetto, caratterizzato da una planimetria rettangolare con facciata anteriore tripartita che corrispondeva internamente alle tre navate che furono demolite nel Settecento durante i lavori di trasformazione in magazzino.